# Доналд Чарлс Хед
Доналд Џорџ Чарлс „Дон” Хед (енгл. Donald George Charles Head; Торонто, 30. јун 1933) некадашњи је професионални канадски хокејаш на леду који је током играчке каријере играо на позицији голмана. 
Као члан сениорске репрезентације Канаде освојио је сребрну медаљу на ЗОИ 1960. у Скво Валију. Након тих олимпијских игара Хед је потписао први професионални уговор у каријери, са екипом Портланд букароси у Западној хокејашкој лиги. Сезону 1960−1961. играо је за НХЛ лигаша Бостон бруинсе. 
Дон Хед је познат као један од ретких хокејашких голмана који на утакмицама није носио заштитну кацигу.